# Kommission Hallstein I
Die EWG-Kommission Hallstein I (10. Januar 1958–9. Januar 1962) war die erste Kommission der Europäischen Wirtschaftsgemeinschaft, die infolge der so genannten Römischen Verträge vom 25. März 1957 gebildet wurde. Sie ist nach ihrem Präsidenten Walter Hallstein benannt.

## Geschichte
Zur Verwirklichung der Ziele des EWG-Vertrags beschlossen die Staats- und Regierungschefs der Unterzeichnerländer die Einrichtung einer Kommission, deren Aufgabe es sein sollte, „das ordnungsgemäße Funktionieren und die Entwicklung des gemeinsamen Marktes zu gewährleisten“ und neue Vorschläge für die europäische Einigung zu machen. Die Kommissare sollten vollkommene Unabhängigkeit von Weisungen ihrer jeweiligen Regierung genießen.
Als ersten Kommissionspräsidenten schlug Deutschland mit Unterstützung Frankreichs, das dafür mit Louis Armand den Präsidenten der neuen Euratom-Kommission stellen durfte, auf der Außenministerkonferenz am 7. Januar 1958 den bisherigen deutschen Staatssekretär Walter Hallstein vor. Er wurde von den Außenministern bestätigt. Die erste Sitzung der neuen Kommission fand am 16. Januar 1958 im Schloss Val Duchesse bei Brüssel statt.
Ziel der Kommission war es, die Verschmelzung der nationalen Volkswirtschaften zu forcieren, um über eine Wirtschaftsunion näher an eine politische Gemeinschaft zu kommen. Grundlage dafür bildete der so genannte Hallstein-Plan, der mit Zustimmung der nationalen Regierungen die Wirtschaftsgemeinschaft schneller als im EWG-Vertrag geplant verwirklichen wollte.
Wichtiger Erfolg dabei war die langsame Angleichung der nationalen Agrarmärkte (wobei jedoch noch eine Vielzahl von Ausnahme- und Sonderregelungen bestand). Am 30. Juli 1962 konnte eine gemeinsame EWG-Agrarpolitik für bestimmte Produkte beschlossen werden.
Im Verhältnis der EWG zu dritten Staaten stellte die Gründung der EFTA als Reaktion auf die Zollsenkung innerhalb der EWG eine Herausforderung dar. (West-)Europa war damit in zwei Handelsblöcke geteilt und es lag an der Kommission, sich um einen Ausgleich zu bemühen. Weiterhin fielen in die Amtszeit der Kommission die Assoziierungsverhandlungen mit Griechenland und 18 afrikanischen Staaten, Zollverhandlungen im GATT, in denen die Kommission eine 20-prozentige Senkung der Zölle vorschlug sowie die Gründung der Organisation für wirtschaftliche Zusammenarbeit und Entwicklungshilfe (OECD) mit der EWG als Gründungsmitglied.
Das Scheitern der Verhandlungen über einen EWG-Beitritt Großbritanniens am Einspruch des französischen Präsidenten Charles de Gaulle im Januar 1963 stellte die schwerste Krise in der Amtszeit der Kommission dar. Am 14. Januar erklärte de Gaulle auf einer Pressekonferenz seine Ablehnung zu den britischen Beitrittsplänen. Mit seinem Veto überraschte er die Kommission und die fünf anderen Partner in der Gemeinschaft. Am 28. Januar wurden die Verhandlungen wegen Sonderwünschen Großbritanniens zum Agrarmarkt auf unbestimmte Zeit vertagt.
Für seine Arbeit bei der Kommission wurde Walter Hallstein am 11. Mai 1961 in Aachen der Karlspreis verliehen.

## Zusammensetzung
Die Kommission umfasste neun Mitglieder, darunter den Präsidenten und drei Vizepräsidenten. Frankreich, Deutschland und Italien stellten je zwei, Belgien, die Niederlande und Luxemburg je einen Kommissar. Neben ihrem Hauptverantwortungsgebiet (in der Liste mit (H) gekennzeichnet), waren alle Kommissare auch Mitglieder der „Arbeitsgruppen“ anderer Hauptverantwortungsgebiete.
| Name                                       | Ressort | Land        |
| ------------------------------------------ | --- | ----------- |
| Walter Hallstein                           | Präsident, Allgemeine Leitung, Repräsentation                                                                                 | Deutschland |
| Piero Malvestiti (bis 15. September 1959)  | Vizepräsident, Innerer Markt (H), Wirtschaft und Finanzen, Verkehr                                                            | Italien     |
| Giuseppe Caron (ab 9. Dezember 1959)       | Vizepräsident, Innerer Markt (H), Wirtschaft und Finanzen, Verkehr, Außenbeziehungen                                          | Italien     |
| Sicco Mansholt                             | Vizepräsident, Landwirtschaft (H), Wirtschaft und Finanzen, Soziales                                                          | Niederlande |
| Robert Marjolin                            | Vizepräsident, Wirtschaft und Finanzen (H), Außenbeziehungen, Wettbewerb                                                      | Frankreich  |
| Hans von der Groeben                       | Wettbewerb (H), Landwirtschaft, Entwicklung der überseeischen Staaten und Territorien, Wirtschaft und Finanzen (nur bis 1961) | Deutschland |
| Robert Lemaignen                           | Entwicklung der überseeischen Staaten und Territorien (H), Verkehr, Landwirtschaft                                            | Frankreich  |
| Giuseppe Petrilli (bis 8. Februar 1961)    | Soziales (H), Entwicklung der überseeischen Staaten und Territorien, Außenbeziehungen                                         | Italien     |
| Lionello Levi Sandri (ab 22. Februar 1961) | Soziales (H), Entwicklung der überseeischen Staaten und Territorien, Wirtschaft und Finanzen (ab 1961)                        | Italien     |
| Jean Rey                                   | Außenbeziehungen (H), Innerer Markt, Wettbewerb                                                                               | Belgien     |
| Lambert Schaus                             | Verkehr (H), Innerer Markt, Landwirtschaft                                                                                    | Luxemburg   |